# AWeb
AWeb – przeglądarka internetowa dla komputerów Amiga autorstwa Yvona Rozijna. Program był rozprowadzany jako część systemu AmigaOS 3.9. Do wersji 3.4 przeglądarka była dosyć prężnie rozwijana, lecz 8 czerwca 2002 zdecydowano o otwarciu jego kodu źródłowego i powołaniu projektu AWeb Open Source, którego zadaniem była kontynuacja rozwoju przeglądarki. Naświetlone w 2003 roku plany zakładały przepisanie kodu programu tak, aby możliwe było bezproblemowe jego portowanie między różnymi systemami (AmigaOS 3.x, AmigaOS 4.x, AROS, MorphOS). W kolejnym etapie zakładano wykorzystanie KHTML w wersjach przeglądarki oznaczonych numerem 4.x. Dodatkowo, prace miały przebiegać dwutorowo: stworzenie wersji Lite, która miała być przeznaczona dla Amig klasycznych oraz wersji właściwej dla nowego sprzętu (czyli w domyśle AmigaOne, Pegasos, czyli systemów AmigaOS 4.x i MorphOS). Obecnie jego rozwojem, dosyć pasywnie, zajmuje się Andy Broad. Z zakładanej ścieżki rozwoju na razie przepisano kod programu i umożliwiono jego portowanie pomiędzy systemami. Dostępny jest w osobnych, natywnych wersjach dla AmigaOS 3.x, AmigaOS 4.0 i MorphOS.
AWeb obsługuje HTML w wersji 3.2, częściowo także 4.1, JavaScript, ramki, SSL i inne elementy struktury stron www.